# المجلس التنسيقي للحوار المسيحي الإسلامي
المجلس التنسيقي للحوار المسيحي الإسلامي (KCID) (حتى عام 2007 كان المجلس التنسيقي لجمعيات الحوار المسيحي الإسلامي في ألمانيا) هو منظمة شاملة لمنظمات الحوار المسيحي الإسلامي في ألمانيا. مقرها الرئيس في برلين.

## البيانات الأساسية
| البيانات الأساسية | البيانات الأساسية    |
| ----------------- | -------------------- |
| تاريخ التأسيس     | 2003                 |
| مكان التأسيس      | باد بول [الإنجليزية] |
| مقعد              | برلين                |
| رئيس مسلم         | عبد القل أزرق        |
| الرؤساء المسيحيون | شاغر                 |
| موقع إلكتروني     | www.kcid.de          |

## الهيكل والمهام
تضم الجمعية 8 منظمات أعضاء (اعتبارًا من يناير 2021). تتضمن أنشطة KCID فعاليات مثل المحاضرات والمؤتمرات. يمثل المنظمات الأعضاء على المستوى الاتحادي. وتعمل هذه المنظمات على المستوى المحلي أو الإقليمي، في حين يعمل أيضًا على مستوى البلاد. وفقًا للنظام الأساسي لـ KCID، يمكن لأي جمعية دائمة للمسلمين والمسيحيين في ألمانيا أن تصبح عضوًا في الجمعية إذا كانت مخصصة في المقام الأول للحوار والتعاون وكان أعضاء الديانتين ممثلين في هيئاتها الإدارية. 